# Biegacz Scheidlera
Biegacz Scheidlera (Carabus scheidleri) - gatunek dużego chrząszcza drapieżnego z rodziny biegaczowatych. 
Występuje od południowych Niemiec poprzez wschodnią Słowację i Austrię do północno-zachodnich Węgier (C. s. preysleri) oraz na Ukrainie (C. s. excellens). W Polsce spotykany jest na południowym wschodzie. 
Osiąga od 20 do 34 mm długości, w zależności od podgatunku i płci. Większa część pancerza jest czarna, zaś krawędzie i górna część przedplecza miedzistobrązowa, miedzistoczerwona, niebieskoczarna lub brunatnoczarna. Powierzchnię głowy i przedplecza pokrywają nieregularne bruzdy i zmarszczki. Preferuje otwarte przestrzenie z licznymi kryjówkami takimi jak kamienie, korzenie lub duże grudy ziemi. Spotykany jest także na terenach podgórskich nawet do 1300 metrów n.p.m. (stanowisko Tarnica i Halicz). W Polsce podlega częściowej ochronie gatunkowej.